# Maksym Trusewycz
Maksym Pawłowycz Trusewycz, ukr. Максим Павлович Трусевич (ur. 1 sierpnia 1985 w Boryspolu) – ukraiński piłkarz, grający na pozycji ofensywnego pomocnika, a wcześniej obrońcy.

## Kariera piłkarska

### Kariera klubowa
Wychowanek klubów Junior Ługańsk, Łokomotyw Kijów, FK Obuchów oraz Kniaża Szczasływe, barwy których bronił w juniorskich mistrzostwach Ukrainy (DJuFL). Karierę piłkarską rozpoczął w składzie Borysfenu Boryspol. W jego barwach zadebiutował w ukraińskiej pierwszej lidze w sezonie 2003/2004. W kolejnym był już podstawowym zawodnikiem klubu, ale w 2005 roku spadł z nim do drugiej ligi. Latem 2005 Maksym przeszedł do jednego z czołowych klubów kraju, Szachtara Donieck, podpisując z nim 5-letni kontrakt. Występował przeważnie w drugiej drużynie. W lutym 2006 został wypożyczony do Metałurha Zaporoże, z którym zajął 8. miejsce w lidze oraz dotarł do finału Pucharu Ukrainy (Metałurh przegrał 0:1) z Dynamem Kijów. W sezonie 2006/2007 wystąpił w rozgrywkach Pucharu UEFA, a już zimą 2007 powrócił do Szachtara, z którym wywalczył wicemistrzostwo kraju. W sierpniu 2007 został wypożyczony na rok do FK Rostów. W 2008 występował na wypożyczeniu w ługańskiej Zorze. Ale grał tylko w drużynie rezerw, w której strzelił 1 gola w 23 meczach. W lutym 2009 został wypożyczony do Bałtiki Kaliningrad. W marcu 2010 jako wolny agent podpisał półroczny kontrakt z klubem Obołoń Kijów. W lipcu 2010 przeszedł do Czornomorca Odessa. Jednak niedługo grał w nim. 20 listopada 2010 klub i piłkarz za obopólną zgodą anulowali kontrakt. W 2011 zasilił skład rosyjskiego SKA-Eniergija Chabarowsk. Latem 2015 przeniósł się do Sokołu Saratów, a w czerwcu 2016 został piłkarzem FK Tambow. 18 czerwca 2018 zmienił klub na ormiański Piunik Erywań.

### Kariera reprezentacyjna
Reprezentacyjną karierę Trusewycz rozpoczął od występów w juniorskiej reprezentacji U-17, U-19, a następnie występował w młodzieżowej reprezentacji Ukrainy U-21.

## Sukcesy i odznaczenia

### Sukcesy klubowe
- wicemistrz Pierwszej lihi: 2003
- wicemistrz Wyższej lihi: 2007
- finalista Pucharu Ukrainy: 2006

### Sukcesy reprezentacyjne
- brązowy medalista Europy U-19: 2004